# Тітешть
Тітешть, Тітешті (рум. Titești) — село у повіті Вилча в Румунії. Входить до складу комуни Тітешть.
Село розташоване на відстані 172 км на північний захід від Бухареста, 35 км на північ від Римніку-Вилчі, 130 км на північ від Крайови, 98 км на захід від Брашова.

## Населення
За даними перепису населення 2002 року у селі проживали 645 осіб, усі — румуни. Усі жителі села рідною мовою назвали румунську.